# حميربور
حميربور (بالأردية: حمیرپور) (بالإنجليزية: Hamirpur)‏ هي مدينة تقع في منطقة حميربور، ولاية هيماجل برديش، غرب الهند. يبلغ عدد سكان المدينة 454،768 نسمة.